# Friedrich Schepers
Friedrich Anton Gerhard Schepers (* 9. November 1873 in Hagen; † 1944) war ein deutscher Marine-Generalstabsarzt der Reichsmarine.

## Leben
Friedrich Schepers war ein Sohn des Eisenbahnbauinspektors A. Schepers und ging bis zum Abitur 1892 auf Gymnasien in Wiesbaden und Düsseldorf. Anschließend studierte er erst bis 1895 an der Universität München und dann bis 1898 an der Universität Bonn. In Bonn bestand er sein ärztliches Staatsexamen.
Er trat am 1. Oktober 1899 in die Kaiserliche Marine ein. Von 1900 bis 1904 war er in Ostasien. Am 21. März 1905 wurde er bei Stab für Probefahrten Marine-Stabsarzt. 1910 promovierte er in Berlin mit dem Thema Ueber den Tractus cristofemoralis. Am 10. April 1911 wurde er auf der Victoria Louise zum Marine-Oberstabsarzt befördert. 1913 wurde er von der Marinestation der Ostsee zur 1. Matrosendivision versetzt. Später war er bis Oktober 1916 Chefarzt am Marine-Festungslazarett 3 in Flandern. Für zwei Monate wurde er Regimentsarzt des Fußartillerie-Regiments 104 und kam dann bis Januar 1917 als Chefarzt erneut zum Marine-Festungslazarett 3. Von hier ging er bis Mitte des Jahres als Referent in die Medizinische Abteilung des Reichsmarineamtes. Anschließend war er bis Kriegsende am Marine-Kriegslazarett 1.
Nach dem Krieg wurde er in die Reichsmarine übernommen, wurde am 28. Februar 1920 Marine-Generaloberarzt und war ab 1922 Referent in der Marinemedizinalabteilung des Reichswehrministeriums in Berlin unter Walther Uthemann. Am 1. Mai 1922 zum Marine-Generalarzt befördert, war er 1924 Stationsarzt in Kiel. 1925 war er dann Chef des Sanitätsamtes der Marinestation der Ostsee. Am 31. März 1926 wurde er mit dem Charakter als Marine-Generalstabsarzt aus der Marine verabschiedet.